# Pressenza
Pressenza国际通讯社是一家致力于和平、非暴力、非歧视和人权问题的国际通讯社。它通过网站、手机应用、社交媒体渠道（Facebook、Instagram、Twitter）以及视频渠道（YouTube和PeerTube等）发布新闻。
1. ↑  Deutsche Welle. .   [2023-08-22]. （原始内容存档于2023-08-22） （de-DE）. 已忽略未知参数|abruf= (帮助)
2. ↑   （en-LA）. 已忽略未知参数|abruf= (帮助)